# Convention collective de travail de la NFL
La convention collective de la NFL (NFL Collective Bargaining Agreement - CBA) est une convention de travail qui reflète les résultats des négociations collectives entre la National Football League Players Association (NFLPA) et les propriétaires des équipes de la National Football League (NFL). La convention de travail classifie la répartition des revenus de la ligue, fixe les normes de santé et de sécurité et établit les avantages, y compris les pensions et les prestations médicales, pour tous les joueurs de la NFL. La première convention collective a été conclue en 1968, après que les joueurs membres de la NFLPA eurent voté la grève pour augmenter les salaires, les pensions et les avantages de tous les joueurs de la ligue. Les négociations ultérieures ont porté sur les griefs pour blessures, un pourcentage garanti de revenus pour les joueurs, une expansion de l'agence libre et d'autres questions ayant un impact sur les activités de la NFL. La NFLPA et les propriétaires d'équipes ont négocié sept conventions différentes depuis 1968.
Plus récemment, en 2011, les joueurs et les propriétaires ont conclu une convention collective après un lock-out des joueurs et une médiation ordonnée par le tribunal. L'accord actuellement en vigueur a été ratifié en 2011 et s'étend jusqu'à la saison 2020. Il prévoit des changements dans la répartition des revenus de la ligue, une augmentation des avantages accordés aux joueurs et des améliorations en matière de santé et de sécurité, y compris des limites importantes sur les activités d'entraînement hors saison, de pré-saison et de saison régulière.

## Convention de 1968
En 1968, l'association des joueurs a été reconnue par écrit pour la première fois par les propriétaires des équipes de la NFL. Cela s'est produit après que les joueurs membres de la NFLPA ont voté pour faire grève, dans l'intention de faire pression sur les propriétaires pour qu'ils augmentent les salaires minimums, les pensions et autres avantages pour tous les joueurs. En réponse, les propriétaires des équipes de la NFL ont mis en lock-out les joueurs qui étaient en grève. Après onze jours d'arrêt de travail, la première convention collective (CBA) a été conclue entre la NFL et la NFLPA,. L'accord fixait un salaire minimum de 9 000 dollars par an pour les joueurs débutants (rookie) et de 10 000 dollars par an pour les joueurs vétérans. Elle a également mis de côté 1,5 million de dollars de revenus de la ligue pour contribuer aux pensions des joueurs.

## Convention de 1970
Un nouvel accord a été négocié en 1970 après la fusion de la NFLPA et de l'American Football League Players Association, le syndicat des joueurs de l'American Football League. Lors des négociations sur la nouvelle convention de travail, les joueurs se sont mis en grève en juillet. Le nouvel accord a été conclu au bout de quatre jours. L'accord augmentait les salaires minimums des joueurs et modifiait les programmes médicaux et de retraite de la ligue. Il prévoyait également un arbitrage impartial pour les griefs relatifs aux blessures, qui avaient été décidés auparavant par le commissaire de la NFL. John Mackey a été élu président de la NFLPA au cours de cette négociation, et le nouvel accord devait couvrir les saisons 1970 à 1973.

## Grève de 1974
En 1974, les joueurs vétérans de la NFL se sont mis en grève pendant cinq semaines, déclarant « Pas de liberté, pas de football », mais ils n'ont reçu aucune concession avant de se présenter au camp d'entraînement après une période de réflexion de deux semaines,,. La grève n'a jamais repris, et les représentants des joueurs de la NFLPA ont voté à la place pour poursuivre un procès déjà intenté, « Mackey contre NFL », qui contestait les restrictions de la « règle de Rozelle » sur la liberté d'action comme une violation des lois fédérales antitrust. La règle de Rozelle était une clause d'indemnisation qui prévoyait qu'une équipe perdant un agent libre obtiendrait une valeur égale en retour. La confiance des joueurs dans la NFLPA a été affaiblie par l'inefficacité de la grève. En 1975, moins de la moitié des joueurs de la NFL payaient leurs cotisations syndicales.

## Convention de 1977
Après que les joueurs ont gagné l'affaire Mackey devant les tribunaux, la NFLPA et les propriétaires ont convenu d'une nouvelle convention collective qui a mis en place un nouveau système de premier refus et de compensation pour remplacer la règle de Rozelle. Le nouveau système imposait toujours des restrictions à la liberté d'action des joueurs. La décision du tribunal a précisé que l'indemnisation pour les sélections à la draft devait être accordée sur la base des salaires perçus par les agents libres en partance. L'accord conclu en 1977 a considérablement amélioré certaines prestations médicales et de retraite pour les joueurs et a obtenu un arbitrage neutre pour tous les litiges entre joueurs et clubs.

## Convention de 1982
En 1982, après avoir disputé les deux premiers matchs de la saison 1982, les joueurs de la NFL se sont remis en grève, cherchant à obtenir un pourcentage garanti des revenus des clubs et des ligues. Cette grève a duré 57 jours, ce qui en fait l'arrêt de travail le plus long de l'histoire de la NFL jusqu'à cette date. La grève s'est terminée par un accord de principe le 16 novembre, qui prévoyait des fonds pour couvrir les pertes de salaire des joueurs pendant l'arrêt de travail. Les négociateurs ont signé une nouvelle convention collective le 5 décembre. L'accord a amélioré les avantages des joueurs en mettant en place une nouvelle indemnité de départ, en augmentant les salaires minimums des joueurs pour toutes les années de service et en ajoutant de nouveaux droits médicaux pour les joueurs. L'accord comprenait également un calendrier de saison remanié pour 1982, qui prévoyait une saison régulière de neuf matchs et un nouveau format pour les séries éliminatoires, ce qui a permis à 16 des 28 équipes de la ligue de se qualifier pour les playoffs. En outre, l'accord comprenait une garantie des propriétaires que les joueurs recevraient collectivement au moins 1,6 milliard de dollars en salaires et avantages sociaux pendant les cinq années de la nouvelle convention.

## Grève de 1987
Après avoir disputé les deux premiers matchs de la saison 1987, les joueurs se sont mis en grève pour obtenir la liberté d'action. En réponse à cette grève, les propriétaires des équipes ont fait venir des joueurs de remplacement et ont poursuivi la saison régulière après une semaine. Plusieurs joueurs connus, dont Joe Montana, Lawrence Taylor et Tony Dorsett, ont franchi les piquets de grève pour rejoindre leur équipe aux côtés de ces nouveaux remplaçants,. Le 15 octobre, les joueurs ont voté pour mettre fin à la grève, afin de contester devant les tribunaux les restrictions imposées aux agences libres. En janvier 1988, le juge David Doty s'est rangé du côté des joueurs en statuant que le maintien par les clubs du premier refus et des restrictions de rémunération des agents libres n'était pas protégé par l'exemption de travail des lois antitrust. Mais en juillet 1988, Doty a refusé d'accorder une injonction qui aurait libéré les joueurs de ces restrictions, estimant que la loi fédérale Norris-LaGuardia (en) empêchait les tribunaux d'émettre des injonctions dans les conflits de travail. Il a exhorté les deux parties du conflit à revenir à la table des négociations alors qu'elles se préparaient à un procès antitrust.
En 1989, les propriétaires des équipes ont unilatéralement mis en place un système d'agence libre limitée appelé « Plan B ». Cela a permis aux équipes de continuer à imposer des restrictions de premier refus et de compensation à leurs trente-sept meilleurs joueurs. Le nouveau système permettait également aux joueurs en bas de l'échelle de signer avec d'autres équipes sans restriction. Le salaire moyen des joueurs signés dans le cadre du plan B a augmenté de 40,3 %.
En novembre 1989, la cour d'appel du 8e circuit a décidé que les propriétaires d'équipes étaient exemptés des lois antitrust fédérales tant que les joueurs étaient représentés de manière adéquate par un syndicat. La même année, la NFLPA a retiré son accréditation en tant que syndicat, déclarant que son statut de syndicat offrait une plus grande protection aux propriétaires qu'aux joueurs. La NFL a continué à fonctionner sans convention collective jusqu'en 1993.

## Convention de 1993
La NFL et ses joueurs ont entamé des négociations après que les joueurs eurent gagné le procès Freeman McNeil intenté contre le « Plan B ». Le jury a décidé le 10 septembre 1992 que le Plan B était trop restrictif au regard des lois antitrust fédérales. Par la suite, les propriétaires des équipes ont accepté de discuter de la liberté d'action pour tous les joueurs. La NFLPA a intenté une action collective au nom de Reggie White, en affirmant que tous les joueurs de la NFL devaient recevoir des dommages-intérêts en raison de l'illégalité du Plan B. L'accord prévoyait le paiement de près de 200 millions de dollars de dommages-intérêts, et était subordonné à la reformation de la NFLPA en tant que syndicat et à la signature d'une nouvelle convention qui intégrerait les termes de l'accord de litige,. Une CBA de sept ans a été signée au printemps 1993, ce qui en fait le premier accord de ce type depuis 1987,,. Le nouvel accord offrait aux joueurs une liberté d'action illimitée après quatre ans de championnat, sous réserve d'une exception pour un joueur franchisé par club après la première année de la nouvelle CBA. En contrepartie, la NFLPA a accepté un plafond salarial basé sur un pourcentage convenu des revenus. L'accord a eu un impact immédiat sur les salaires des joueurs, en augmentant les salaires pour la saison 1993 de 38 %.
La CBA convenue en 1993 a été prolongée par l'accord des joueurs et des propriétaires en 1998. Cela a duré jusqu'à la saison 2002, lorsque la CBA a été prolongée jusqu'à la saison 2006.

## Convention de 2006
L'accord convenu en 1993 a été à nouveau étendue en 2006 après que les propriétaires des équipes ont accepté d'inclure davantage de revenus dans le plafond salarial et d'augmenter les avantages, y compris le tout premier plan visant à fournir des fonds aux joueurs pour les frais médicaux après l'épuisement de leur assurance médicale post-carrière. Cette extension de la convention comprenait une option de retrait pour l'une ou l'autre des parties avant le 8 novembre 2008, ce qui aurait entraîné sa résiliation le 1er mars 2011 si l'une ou l'autre des parties avait choisi de l'exercer. Les propriétaires des équipes ont voté à l'unanimité en faveur de cette option en mai 2008.

## Convention de 2011
Les négociations en vue d'une nouvelle analyse coûts-avantages ont commencé au début de 2010. Les propriétaires des équipes et le nouveau commissaire de la NFL, Roger Goodell, ont exigé une réduction des salaires et des avantages sociaux dans le cadre du système de plafonnement, promettant de mettre les joueurs en lock-out si aucun nouvel accord n'était conclu pour le 1er mars 2011. La NFLPA a rejeté la proposition de Goodell, demandant à voir tous les dossiers financiers de la ligue et des clubs pour déterminer le besoin, le cas échéant, des clubs pour une diminution des coûts des joueurs. Les joueurs ont voté lors de leurs réunions d'équipe de 2010 pour mettre fin au statut de syndicat de la NFLPA à compter du 1er mars 2011, à moins qu'une nouvelle convention collective n'ait été conclue d'ici là. Bien qu'il n'y ait pas eu de plafond salarial en 2010, l'activité des agents libres et les dépenses globales pour les joueurs ont diminué, ce qui a conduit la NFLPA à déposer une plainte pour collusion, affirmant que les propriétaires avaient illégalement accepté de réduire la concurrence pour les agents libres. Après ne pas avoir réussi à faire avancer les négociations, les deux parties ont accepté une médiation sous les auspices du Service fédéral de médiation et de conciliation des États-Unis (en) (SFMC) en février 2011. Au cours de la médiation, les joueurs et les propriétaires ont accepté de prolonger d'une semaine l'accord de 2006. Le SFMC n'a pas réussi à négocier un accord et l'ancienne convention a expiré le 7 mars 2011. Le même jour, la NFLPA a annoncé qu'elle n'était plus un syndicat. Cela a permis aux joueurs de déposer des plaintes individuelles contre les cartels, dont beaucoup contestaient la légalité du lock-out imminent. Tom Brady des Patriots de la Nouvelle-Angleterre et Peyton Manning des Colts d'Indianapolis étaient deux des huit plaignants nommés dans l'action intentée devant la Cour fédérale de district du Minnesota,.
La Cour fédérale de district a d'abord statué en faveur des joueurs, déclarant le lock-out illégal parce que les joueurs n'étaient plus membres d'un syndicat. La cour d'appel du 8e circuit a suspendu la décision de la cour de district, et le lock-out s'est poursuivi en attendant une décision finale de la cour d'appel. En juillet 2011, alors que la médiation ordonnée par le tribunal se poursuivait entre les joueurs et les propriétaires à New York, dans les bureaux des avocats de la NFL, la cour du 8e circuit a annoncé que la loi fédérale Norris-LaGuardia de 1932 (en) l'empêchait d'interdire le lock-out. La cour a déclaré dans sa décision que le jugement ne s'appliquait qu'aux joueurs vétérans sous contrat, et non aux rookies non signées ou aux agents libres vétérans.
Après plusieurs mois de négociations, le plus long lock-out de l'histoire de la ligue a pris fin le 25 juillet 2011 à la suite d'un règlement provisoire du litige qui a reclassé certains revenus de la ligue à des fins de plafonnement. Ce règlement a permis aux propriétaires d'équipes d'éviter qu'un petit pourcentage soit inclus dans les futurs plafonds salariaux. L'accord était conditionné à la reconstitution de la NFLPA en tant que syndicat et à l'intégration des conditions de l'accord dans une nouvelle convention collective,. Les joueurs se sont présentés aux camps d'entraînement en juillet 2011 et ont voté pour la reconstitution de la NFLPA en tant que syndicat. Après que le décompte des votes a été confirmé le 31 juillet 2011, la NFLPA a entamé six jours de négociations qui ont abouti à la signature d'une nouvelle convention collective le 5 août 2011.
Les principales caractéristiques de la CBA 2011 comprenaient des changements liés à la santé et à la sécurité, notamment une réduction du nombre de pratiques hors saison, l'interdiction des camps d'entraînement « deux par jour » (Two-a-days (en)) et une limitation des pratiques de contact tant en pré-saison qu'en saison régulière,. La nouvelle convention prévoit également une augmentation des avantages accordés aux joueurs, notamment une augmentation rétroactive des pensions des joueurs retraités et la création d'un avantage neuro-cognitif pour les joueurs souffrant de commotion cérébrale (en) et d'autres blessures similaires. De plus, l'accord promettait une augmentation jusqu'à 1,5 million de dollars des garanties salariales pour les joueurs blessés et une nouvelle répartition des revenus, offrant aux joueurs entre 47 et 48,5 % de tous les revenus. Des changements ont également été apportés aux avantages liés aux contrats, avec une augmentation des salaires minimums des joueurs et des plafonds salariaux minimums, y compris la garantie de dépenses de 99 % à 95 % pour l'ensemble de la ligue et l'obligation pour chaque club de dépenser en moyenne 89 % du plafond salarial sur des périodes de quatre ans.
Un nouveau système de salaire pour les rookies a été mis en place par la NFL afin de limiter les dépenses pour les sélections du premier tour de la draft, mais les économies ont été réaffectées aux joueurs vétérans. La CBA de 2011 ne comportait pas de clause d'exclusion et a une durée de dix ans devait expirer après la saison 2020 de la NFL.

## Convention de 2020
Le 14 mars 2020, par un vote de 1 019 pour et 959 contre, les joueurs de la NFL approuvent la nouvelle convention collective qui prendra effet lors de la saison 2020 et s'étendra jusqu'en 2030. Les propriétaires de différentes franchises l'avaient approuvée dès le mois de février 2020.
Le principal changement intervenu est la possibilité d'étendre la saison régulière avec un 17e match. Les équipes éligibles pour les séries éliminatoires passeront de 12 à 14 équipes, avec six matchs éliminatoires pour les wild cards au lieu de quatre et seulement deux équipes bénéficiant d'une exemption au premier tour au lieu de quatre. Dans ce format, les Steelers de Pittsburgh et les Rams de Los Angeles auraient chacun atteint les play-offs de la saison 2019 et auraient affronté les Chiefs de Kansas City et les Packers de Green Bay au premier tour, respectivement. La pré-saison sera raccourcie de quatre à trois matchs en saison, avec dix-sept matchs de saison régulière.
La liste des joueurs actifs de la saison régulière passe à 55 joueurs (contre 53 auparavant), et les deux places supplémentaires réservées aux joueurs de l'équipe d'entraînement sont augmentées uniquement pour le match de la saison régulière. Ces joueurs retournent dans l'équipe d'entraînement une fois le match terminé. La limite de la liste des joueurs par jour est passée de 46 à 48, avec un minimum de huit joueurs de ligne offensive. Si moins de huit joueurs de ligne offensive sont actifs, la limite de la liste de joueurs par jour passe à 47.
La limite des joueurs de l'équipe d'entraînement est de 12 joueurs pour les saisons 2020 et 2021, et passe à 14 en 2022. L'éligibilité des joueurs à l'équipe d'entraînement est augmentée, avec un maximum de deux joueurs par équipe autorisés à avoir un nombre illimité de saisons accumulées. Cette limite passe à quatre joueurs par équipe pour les années de championnat 2022-2030.
Les violations de la politique de la NFL en matière de toxicomanie ne peuvent plus entraîner la suspension d'un joueur. Les joueurs reçoivent 48 % des revenus de la NFL d'ici la saison 2021, et au moins 48,5 % des revenus de toute saison NFL de 17 matchs,. Les équipes NFL ne peuvent utiliser que la marque de franchise ou la marque de transition au cours d'une saison donnée, au lieu de pouvoir utiliser les deux comme dans l'ancienne convention. Les joueurs ont droit à une pension après trois saisons cumulées, contre quatre auparavant.